# Пит Бернс
Питер Џосепи "Пит" Бернс (енгл. Pete Burns; Бебингтон, 5. август 1959 — Лондон, 23. октобар 2016) био је енглески певач, текстописац и медијска личност. 1980. године оснива бенд "Дед ор Алајв" (Dead or Alive), у којем је био главни вокал и текстописац. Велики успех бенд је достигао 1985. године синглом "Вртиш ме укруг" (You Spin Me Round) која достиже прво место светских топ листа. Касније достиже статус медијске личности 2006. године учешћем у ријалитију Велики брат, у којем је освојио пето место, од тад се појављивао у многим емисијама и такмичењима.

## Детињство и младост
Бернс је рођен у Бебингтону, Чешир. Његова мајка, Ева, рођена је у Хајделбергу у јеврејској породици, преселила се у Беч да избегне антисемитске законе нациста. Питеровог оца (који је био из Ливерпула) упознала је у Бечу док је био војник на војничком балу.
Према изјави, Бернс је напустио школу са 14 година после кршења правила прописаних у католичким школама.

## Смрт
Пит Бернс је преминуо 23. октобра 2016. године од срчаног удара.